# Cédric Giraud
Pour les articles homonymes, voir Giraud.
Cédric Giraud, né le 20 avril 1977, est un philologue et historien médiéviste français.

## Biographie
Cédric Giraud est archiviste paléographe (promotion 2002), agrégé d'histoire (2002) et docteur en histoire médiévale de l'université Paris Sorbonne (2006).
Il est professeur de langue et littérature latines médiévales à l'université de Genève et directeur d'études à la Ve section de l'Ecole Pratique des Hautes Etudes (chaire "Exégèse chrétienne dans l'Occident médiéval latin"), après avoir enseigné l'histoire médiévale à l'université de Lorraine comme maître de conférences (2007-2019) puis professeur (2019-2020). En 2011, il a été nommé pour cinq ans membre junior de l'Institut universitaire de France.
Ses travaux portent sur l'histoire culturelle médiévale, la philologie médiolatine et l'histoire de la spiritualité.

## Distinction
- Deuxième prix Gobert 2010 de l'Académie des inscriptions et belles-lettres[2].

## Publications

### Ouvrages
- Per verba magistri. Anselme de Laon et son école au XIIe siècle (thèse de doctorat en histoire médiévale remaniée), Turnhout, Brepols, 2010 (BNF 42186252).
- Hugonis de Sancto Victore "De vanitate rerum mundanarum". "Dialogus de creatione mundi", t. 4, Turnhout, Brepols, 2015 (BNF 44298752).
- Spiritualité et histoire des textes entre Moyen Âge et époque moderne. Genèse et fortune d'un corpus pseudépigraphe de méditations (mémoire d'habilitation à diriger des recherches en histoire médiévale), Paris, Institut d'études augustiniennes, 2016 (BNF 45023211).
- Écrits spirituels du Moyen Âge, Paris, Gallimard, Bibliothèque de la Pléiade, 2019.

### Éditions scientifiques
- Rois, reines et évêques. L'Allemagne aux Xe et XIe siècles. Recueil de textes traduits (éd. avec Benoît-Michel Tock), Turnhout, Brepols, 2009 (BNF 42108428).
- Universitas scolarium. Mélanges offerts à Jacques Verger par ses anciens étudiants (éd. avec Martin Morard), Genève, Droz, 2011 (BNF 42791214).
- Notre-Dame de Paris, 1163-2013, suivi de Les Livres de Notre-Dame (actes de colloque), Turnhout, Brepols, 2013 (BNF 43745080).
- Pascale Bourgain (éd. avec Dominique Poirel), Entre vers et prose. L'expressivité dans l'écriture latine médiévale, Paris, École des chartes, 2015 (BNF 44371866).
- avec Dominique Poirel (dir.), La rigueur et la passion. Mélanges en l’honneur de Pascale Bourgain, Turnhout, Brepols, 2016 (Instrumenta Patristica et Mediaevalia, 71).
- A Companion to Twelfth-Century Schools, Leyde/Boston, Brill, 2020 (Brill’s Companions to the Christian Tradition, 88).